# Rivière Péribonka
Pour l’article homonyme, voir Péribonka (homonymie).
La rivière Péribonka est un affluent du lac Saint-Jean, coulant dans la municipalité de Sainte-Monique, dans la municipalité régionale de comté (MRC), de Lac-Saint-Jean-Est, dans la région administrative du Saguenay–Lac-Saint-Jean, au Québec (Canada). La rivière Péribonka constitue l'un des principaux affluents de la rive nord du lac Saint-Jean.
La foresterie constitue la principale activité économique de cette vallée ; les activités récréotouristiques, en deuxième ; l'hydroélectricité, en troisième.
La surface de la rivière Péribonka est habituellement gelée de la fin novembre au début avril, toutefois la circulation sécuritaire sur la glace se fait généralement de la mi-décembre à la fin mars.

## Géographie
La rivière Péribonka d'eau prend sa source au lac Magneron, du côté sud-ouest des monts Otish. Cette source est située à 49,4 km au sud du lac Naococane, à 10,3 km au sud-est du lac Conflans, à 12,1 km au sud-est du lac Jules-Léger, à 214 km au nord du lac Péribonka et à 402,5 km au nord de l'embouchure de la rivière Péribonka. Cette source est située sur le versant Sud de la ligne de partage des eaux ; les autres versants de cette ligne sont :
- côté est : rivière aux Outardes,
- côté ouest : rivière Eastmain,
- côté nord : rivière Otish.

À partir de sa source, le cours de la rivière Péribonka descend sur 511,6 km entièrement en zones forestières, selon les segments suivants :
Cours supérieur de la rivière Péribonka (segment de 211,4 km)
- 60,3 km d'abord vers le sud-est, puis le sud, jusqu'à la rivière Péribonka Est (venant du nord-est) ;
- 59,6 km vers le sud-est en recueillant la rivière Épervanche jusqu'à la décharge d'un lac (venant du nord-ouest) ;
- 32,8 km vers le sud jusqu'à la rivière de la Savane (venant du nord) ;
- 1,7 km vers le sud jusqu'à la rivière de la Grande Loutre (venant du nord-est) ;
- 24,6 km vers le sud-est jusqu'à un ruisseau (venant de l'Est) ;
- 24,6 km vers le sud-est jusqu'à la rive nord du lac Onistagane ;
- 7,8 km vers le Ssd-est en traversant le lac Onistagane (longueur : 24,1 km ; altitude : 435 m), jusqu’à son embouchure.

Cours supérieur de la rivière Péribonka, en aval du lac Onistagane (segment de 103,9 km)
Note : Ce segment traverse la Réserve de biodiversité projetée du lac Onistagane.
- 15,8 km vers le sud en recueillant la rivière Bonnard (venant du nord) jusqu’à la rivière Brodeuse (venant de l’est) correspondant à un coude de rivière ;
- 14,8 km vers le sud-est jusqu’à la rivière Cocoumenen (venant du sud-est) ;
- 11,3 km vers le sud jusqu’à la rivière Saint-Onge (venant de l'ouest) ;
- 12,5 km vers le sud-est jusqu’à la rive nord du lac Péribonka ;
- 49,5 km vers le sud-est en traversant le lac Péribonka (longueur : 59 km ; altitude : 435 m) jusqu’au barrage à son embouchure. Note : le lac Péribonka reçoit les eaux de la rivière à la Carpe (venant du nord) et de la rivière de l'Épinette Rouge (venant du sud-ouest).

Cours intermédiaire de la rivière Péribonka en aval du lac Péribonka (segment de 53,0 km)
- 1,9 km vers le sud jusqu’à la rivière Brodeuse (venant de l'Est) ;
- 13,5 km vers le sud-est jusqu’à la Petite rivière Shipshaw (venant du nord) ;
- 8,3 km vers le sud jusqu’au pont d’une route forestière ;
- 22,3 km vers le sud-est jusqu’à la rivière au Serpent (venant du nord-ouest) ;
- 7,0 km vers le sud-est jusqu’à la rivière Manouane (venant du nord).

Cours intermédiaire de la rivière Péribonka en aval de la rivière Manouane (segment de 76,7 km)
- 17,6 km vers le sud jusqu’à la rivière du Sault (venant du nord-ouest) ;
- 9,4 km vers le sud jusqu’à la rivière du Canal Sec (venant de l’est) ;
- 26,2 km vers le sud dans une vallée encaissée et contournant plusieurs îles surtout en début de segment, en recueillant la rivière Malek (venant de l'Est) ainsi qu'en recueillant la rivière des Savard (venant de l'ouest) jusqu’au rétrécissement de la rivière ;
- 10,6 km vers le sud en formant une légère courbe vers l'est dans un début de segment plus étroit, jusqu’au ruisseau Langelier (venant de l’est) ;
- 12,9 km vers le sud en recueillant la rivière du Banc de Sable (venant du nord-ouest, via la Baie du Banc de Sable), en contournant l’Île de la Brûlée et en recueillant la rivière Brûlée jusqu’à l’embouchure du lac Tchitogama (venant de l’est).

Cours inférieur de la rivière Péribonka (segment de 66,6 km)
À partir de l’embouchure du lac Tchitogama, le cours de la rivière descend sur :
- 14,6 km vers le sud en formant deux grands S successifs, jusqu’à la Baie de Foin où elle recueille la rivière Bernabé (venant du nord-ouest), puis vers l'ouest jusqu’à l’Île Barnabé ;
- 11,4 km vers le sud-ouest, puis vers l'ouest en recueillant la rivière Belley (venant du nord) jusqu’au barrage de la Chute du Diable. Note : les zones environnantes de ce segment comportent des zones humides ;
- 8,1 km vers le nord-ouest en traversant la Chute du Diable, en recueillant la décharge (venant du nord) des lac Morel et Paradis et en formant un grand S en fin de segment ;
- 11,8 km vers le sud dans un élargissement de la rivière, en recueillant la rivière Alex (venant du nord), la rivière Saint-Ludger (venant du nord-ouest), la rivière à Michel (venant du nord-ouest), le ruisseau Jaune (venant du nord-est), le ruisseau Morel (venant de l’est) et le ruisseau Adric (venant de l’est) ;
- 1,6 km vers le sud-ouest jusqu’au pont de la route 169 au village de Sainte-Monique ;
- 19,4 km vers le sud-ouest en recueillant la rivière Noire (venant de l’est), en passant devant le village de Péribonka (rive nord), en courbant vers le sud en fin de segment où elle recueille la Petite rivière Péribonka (venant du nord), jusqu’à l’embouchure de la rivière. Note : dans ce segment, la route 169 parcourt la rive nord ; le Parc national de la Pointe Taillon s’étend sur la rive sud (péninsule menant jusqu’à l’embouchure de la rivière Péribonka[2].

Le village de Péribonka se trouve sur le bord de cette rivière, tout près du lac Saint-Jean. La rivière Péribonka se jette sur la rive nord du lac Saint-Jean à l'extrémité de la pointe Taillon ; l'île Bouliane barre l'embouchure de la rivière Péribonka, à :
- 30,3 km au sud-ouest du barrage chute du Diable érigé en amont sur la rivière Péribonka ;
- 19,6 km au nord du barrage sur la rivière Péribonka en amont du village de Sainte-Monique ;
- 16,9 km au nord-est de l’embouchure de la rivière Mistassini (confluence avec le lac Saint-Jean) ;
- 28,5 km au nord-ouest de l’embouchure du lac Saint-Jean (confluence avec la Grande Décharge) ;
- 40,8 km au nord-ouest du centre-ville d’Alma ;
- 84,3 km vers l'ouest du centre-ville de Saguenay ;
- 190,3 km à l’ouest de l’embouchure de la rivière Saguenay[2].

À partir de l’embouchure de la rivière Péribonka, le courant traverse le lac Saint-Jean vers l'est sur 29,3 km, puis emprunte le cours de la rivière Saguenay sur 155 km vers l’est jusqu'à la hauteur de Tadoussac où il conflue avec le fleuve Saint-Laurent.

## Toponymie
Le nom dérive du terme montagnais pelipaukau, signifiant rivière creusant dans le sable, où le sable se déplace.
Certainement connue des premières nations, qui devaient en tirer du poisson et chasser dans la région, la rivière Péribonka est pour la première fois mentionnée dans un document officiel, le Registre des missions, le 16 avril 1679. Ce jour-là, « juxtà fluvium Perib8ka ad lacum Peok8agami » (près de la rivière Péribonka au lac Saint-Jean), le père François de Crespieul baptise deux enfants. En octobre de la même année, après avoir enquêté sur l'état des positions anglaises à la baie d'Hudson, Louis Jolliet revient à Québec en empruntant cette route. Le célèbre explorateur canadien en exécute d'ailleurs le tracé sur une carte manuscrite datant aussi de 1679. Il nomme alors la rivière Périboca. Cette désignation demeure sur la carte de Guillaume Delisle (1703), mais se transforme en Periboaka sur celle du père Laure (1731) et en Periboac sur celle de Nicolas Bellin (1755).
En 1825, Pascal Taché identifie le cours d'eau par Peribonka. Par la suite, ce nom et la variante Péribonca seront généralement utilisés. Voie de pénétration relativement peu fréquentée par les trappeurs et les marchands des XVIIe et XVIIIe siècles, la Péribonka voit arriver, au XIXe siècle, les colons et les ouvriers de l'industrie forestière. On établit des chantiers dans son bassin et on se sert de son cours pour la descente des billes et, en 1887, les premiers habitants s'installent près de son embouchure. En 1928, la rivière sort de son lit et inonde, avec le lac Saint-Jean, plusieurs villages. Ce drame n'empêche cependant pas la région de prospérer.
L'Alcan, important producteur d'aluminium, aménage la Péribonka afin d'être alimenté plus adéquatement en énergie hydroélectrique. De 1941 à 1943, le barrage de Chute-des-Passes est construit à l'extrémité sud du lac Péribonka qui devient un vaste réservoir. Trois autres barrages seront érigés en aval dont deux au cours des années 1950 (Chute-du-Diable de 1950 à 1952 et Chute-à-la-Savane de 1951 à 1953) et un dernier (celui-ci aménagé par Hydro-Québec) pendant les années 2000 (barrage de la Péribonka de 2004 à 2008). L'écrivain français Louis Hémon (1880-1913) mentionne à plusieurs reprises la rivière Péribonka dans son roman Maria Chapdelaine, écrit peu avant sa mort et publié en 1916. La maison des Chapdelaine est d'ailleurs sise près de la berge de ce cours d'eau.
Le toponyme rivière Péribonka a été officialisé le 18 décembre 1986 à la Banque des noms de lieux de la Commission de toponymie du Québec.

## Hydroélectricité
Sur cette rivière, on retrouve quatre centrales hydroélectriques. Parmi elles, trois sont privées et appartiennent à Rio Tinto Alcan :
- Chute-du-diable (1952)
- Chute-à-la-Savane (1953)
- Chute-des-Passes (1956)

Tandis que la dernière, la centrale de la Péribonka, est aménagée et mise en service par la société publique Hydro-Québec en 2008. Cette centrale est située à la confluence de la rivière Péribonka et de la rivière Manouane.

## Accès routier
La route 169 donne accès à la rive nord du cours inférieur de la rivière Péribonka, entre son embouchure et le village de Sainte-Monique. Les routes du 9e rang, du 10e rang et du 12e rang dessert la péninsule de Sainte-Monique, soit face à l'embouchure de la rivière Alex (rivière Péribonka). La route Uniforêt et le chemin Price Brothers dessert la zone au sud-est de l'embouchure du lac Tchitogama. Le chemin de Chute-des Passes (route forestière R0250) donne accès à la zec des Passes en remontant la vallée de la rivière Alex, soit la vallée à l'ouest de la rivière Péribonka ; tandis que la route forestière R0253 dessert la partie est de cette vallée.

## Histoire
Cette rivière a un caractère historique puisque les Innus du Lac Saint-Jean de la région la remontaient en canoé[réf. souhaitée]. De la coupe forestière s'y fait depuis très longtemps[réf. souhaitée]. De plus, le roman Maria Chapdelaine écrit par Louis Hémon se déroule sur le bord de cette rivière.